# Resaca
Resaca é uma cidade localizada no estado americano de Geórgia, no Condado de Gordon.

## Demografia
Segundo o censo americano de 2000, a sua população era de 815 habitantes.
Em 2006, foi estimada uma população de 776, um decréscimo de 39 (-4.8%).

## Geografia
De acordo com o United States Census Bureau tem uma área de 7,3 km², dos quais 7,1 km² cobertos por terra e 0,2 km² cobertos por água.

## Localidades na vizinhança
O diagrama seguinte representa as localidades num raio de 28 km ao redor de Resaca.